# Grand prix de la ville d'Angoulême
Grand prix de la ville d'Angoulême, Staden Angoulêmes stora pris, är en utmärkelse inom seriebranschen. Den delas sedan 1974 ut på den årliga seriefestivalen i Angoulême, till en serieskapare för dennes samlade verk.
Priset har oftast gått till franska serieskapare. Vid ett dussintal tillfällen har dock serieskapare från andra länder fått motta utmärkelsen. Det räknas, genom Angoulêmefestivalens storlek och genomslagskraft inom den stora franskspråkiga delen av seriebranschen, till en av serievärldens stora serieutmärkelser.

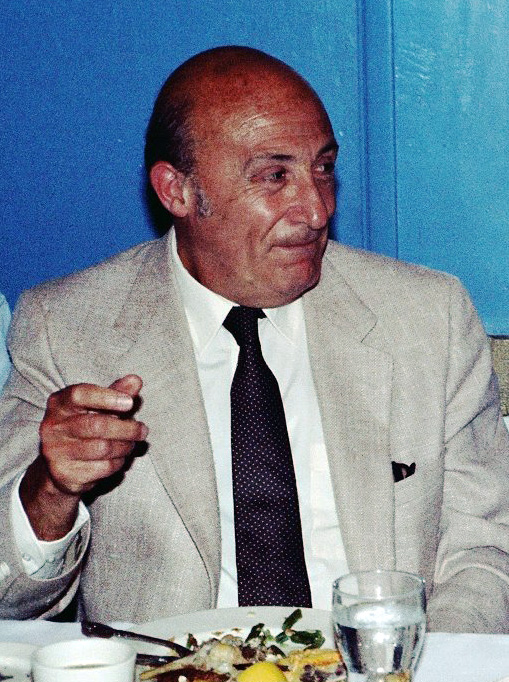
Will Eisner, mottagare 1975 (foto: 1982).

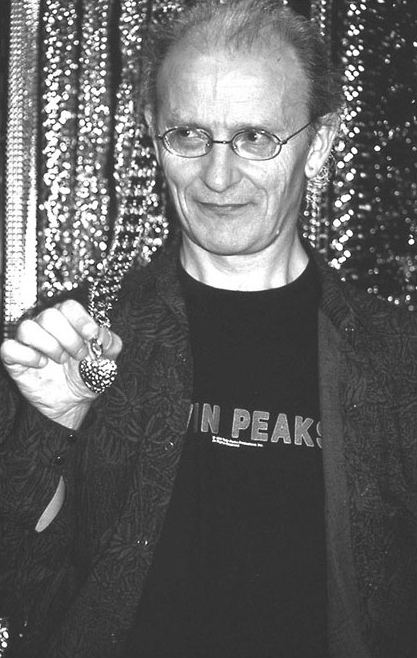
Jean "Mœbius" Giraud, mottagare 1981 (foto: 1992).

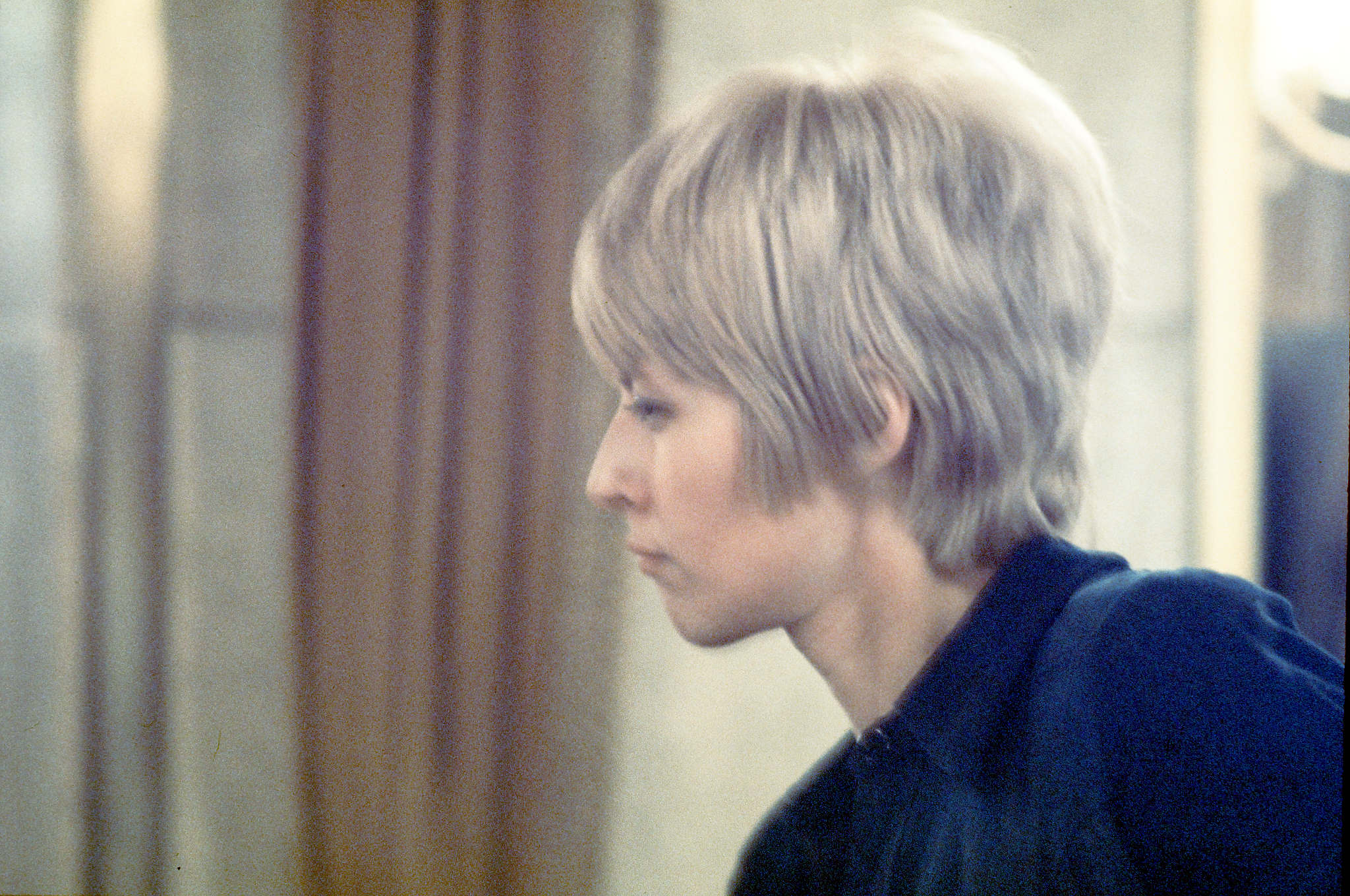
Claire Bretécher, mottagare 1983 (foto: 1973).

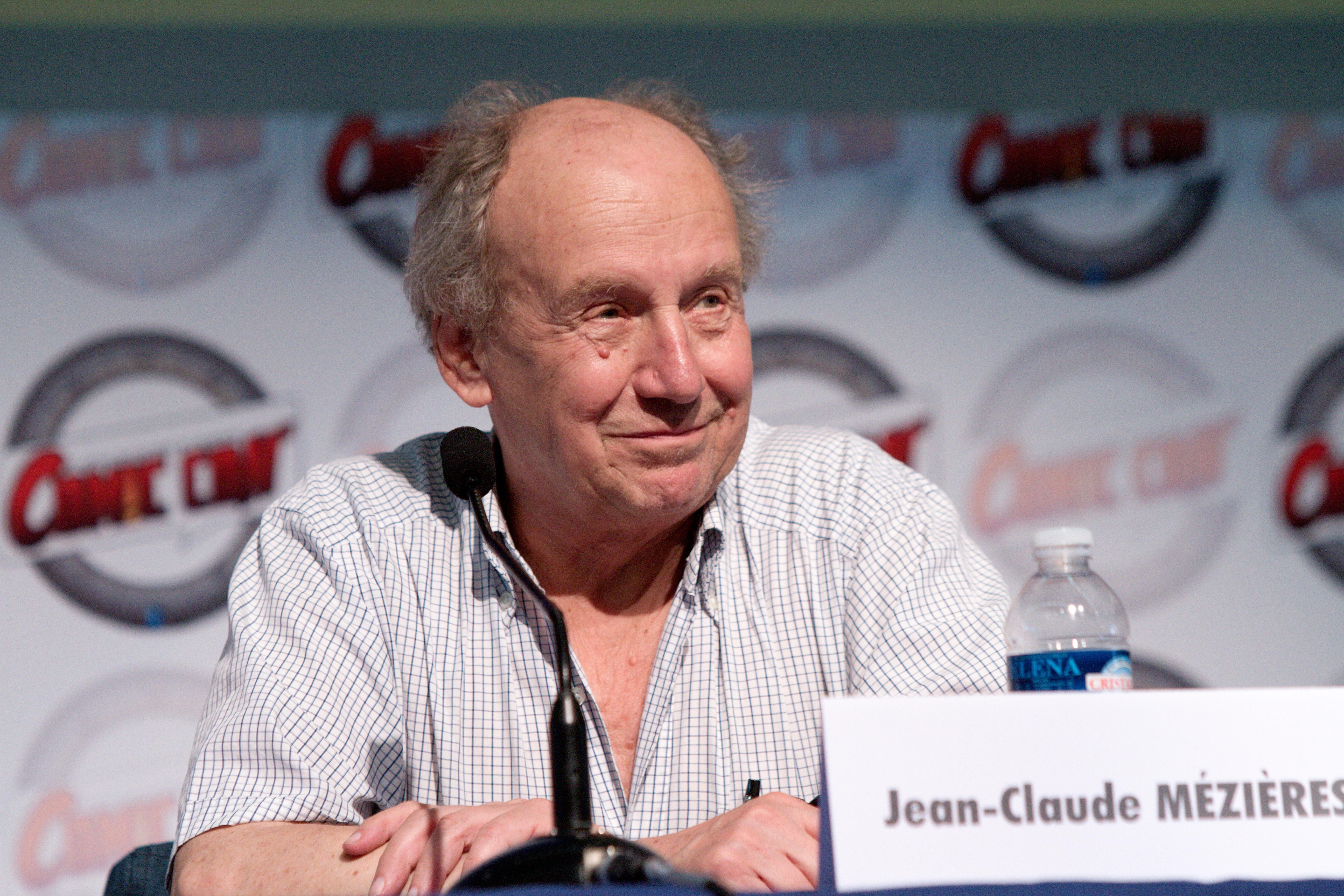
Jean-Claude Mézières, mottagare 1984 (foto: 2010).

## Pristagare[2][1]
| År   | Serieskapare         | Nationalitet   | Språk                 | Levnadsår |
| ---- | -------------------- | -------------- | --------------------- | --------- |
| 1974 | André Franquin       | Belgien        | Franska               | 1924–1997 |
| 1975 | Will Eisner          | USA            | Engelska              | 1917–2005 |
| 1976 | René Pellos          | Frankrike      | Franska               | 1900–1998 |
| 1977 | Jijé                 | Belgien        | Franska               | 1914–1980 |
| 1978 | Jean-Marc Reiser     | Frankrike      | Franska               | 1941–1983 |
| 1979 | Marijac              | Frankrike      | Franska               | 1908–1994 |
| 1980 | Fred                 | Frankrike      | Franska               | 1931–2013 |
| 1981 | Mœbius               | Frankrike      | Franska               | 1938–2012 |
| 1982 | Paul Gillon          | Frankrike      | Franska               | 1926–2011 |
| 1983 | Jean-Claude Forest   | Frankrike      | Franska               | 1930–1998 |
| 1983 | Claire Bretécher     | Frankrike      | Franska               | 1940–2020 |
| 1984 | Jean-Claude Mézières | Frankrike      | Franska               | 1938–2022 |
| 1985 | Jacques Tardi        | Frankrike      | Franska               | 1946–     |
| 1986 | Jacques Lob          | Frankrike      | Franska               | 1932–1990 |
| 1987 | Enki Bilal           | Frankrike      | Franska               | 1951–     |
| 1988 | Philippe Druillet    | Frankrike      | Franska               | 1944–     |
| 1988 | Hugo Pratt           | Italien        | Italien               | 1927–1995 |
| 1989 | René Pétillon        | Frankrike      | Franska               | 1945–2018 |
| 1990 | Max Cabanes          | Frankrike      | Franska               | 1947–     |
| 1991 | Gotlib               | Frankrike      | Franska               | 1934–2016 |
| 1992 | Frank Margerin       | Frankrike      | Franska               | 1952–     |
| 1992 | Morris               | Belgien        | Franska               | 1923–2001 |
| 1993 | Gérard Lauzier       | Frankrike      | Franska               | 1932–2008 |
| 1994 | Nikita Mandryka      | Frankrike      | Franska               | 1940–2021 |
| 1995 | Philippe Vuillemin   | Frankrike      | Franska               | 1958–     |
| 1996 | André Juillard       | Frankrike      | Franska               | 1948–2024 |
| 1997 | Daniel Goossens      | Frankrike      | Franska               | 1954–     |
| 1998 | François Boucq       | Frankrike      | Franska               | 1955–     |
| 1999 | Robert Crumb         | USA            | Engelska              | 1943–     |
| 1999 | Albert Uderzo        | Frankrike      | Franska               | 1927–2020 |
| 2000 | Florence Cestac      | Frankrike      | Franska               | 1949–     |
| 2001 | Martin Veyron        | Frankrike      | Franska               | 1950–     |
| 2002 | François Schuiten    | Belgien        | Franska               | 1956–     |
| 2003 | Régis Loisel         | Frankrike      | Franska               | 1951–     |
| 2004 | Zep                  | Schweiz        | Franska               | 1967–     |
| 2005 | Georges Wolinski     | Frankrike      | Franska               | 1934–2015 |
| 2006 | Lewis Trondheim      | Frankrike      | Franska               | 1964–     |
| 2007 | José Muñoz           | Argentina      | Spanska               | 1942-     |
| 2008 | Philippe Dupuy       | Frankrike      | Franska               | 1960–     |
| 2008 | Charles Berberian    | Frankrike      | Franska               | 1959–     |
| 2009 | Blutch               | Frankrike      | Franska               | 1967–     |
| 2010 | Baru                 | Frankrike      | Franska               | 1947–     |
| 2011 | Art Spiegelman       | USA            | Engelska              | 1948–     |
| 2012 | Jean-Claude Denis    | Frankrike      | Franska               | 1951–     |
| 2013 | Willem               | Nederländerna  | Nederländska, franska | 1941–     |
| 2013 | Akira Toriyama       | Japan          | Japanska              | 1955–2024 |
| 2014 | Bill Watterson       | USA            | Engelska              | 1958–     |
| 2015 | Katsuhiro Ōtomo      | Japan          | Japanska              | 1954–     |
| 2016 | Hermann              | Belgien        | Franska               | 1938–     |
| 2017 | Cosey                | Schweiz        | Franska               | 1950–     |
| 2018 | Richard Corben       | USA            | Engelska              | 1940–     |
| 2019 | Rumiko Takahashi     | Japan          | Japanska              | 1957–     |
| 2020 | Emmanuel Guibert     | Frankrike      | Franska               | 1964–     |
| 2021 | Chris Ware           | USA            | Engelska              | 1967–     |
| 2022 | Julie Doucet         | Kanada         | Engelska              | 1965–     |
| 2023 | Riad Sattouf         | Frankrike      | Franska               | 1978–     |
| 2024 | Posy Simmonds        | Storbritannien | Engelska              | 1945–     |
| 2025 | Anouk Ricard         | Frankrike      | Franska               | 1970–     |

## Bildgalleri

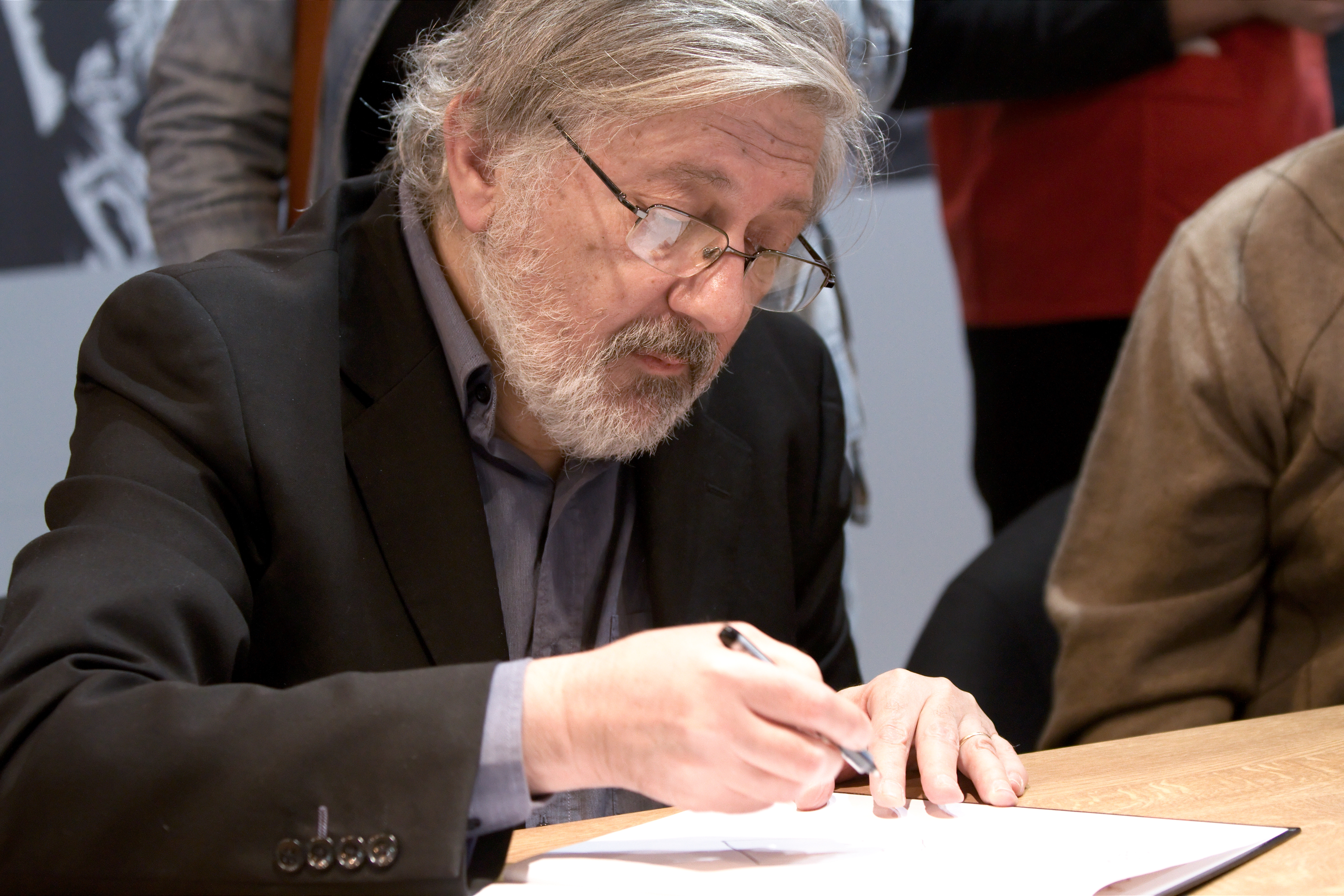
Jacques Tardi, mottagare 1985 (foto: 2010).
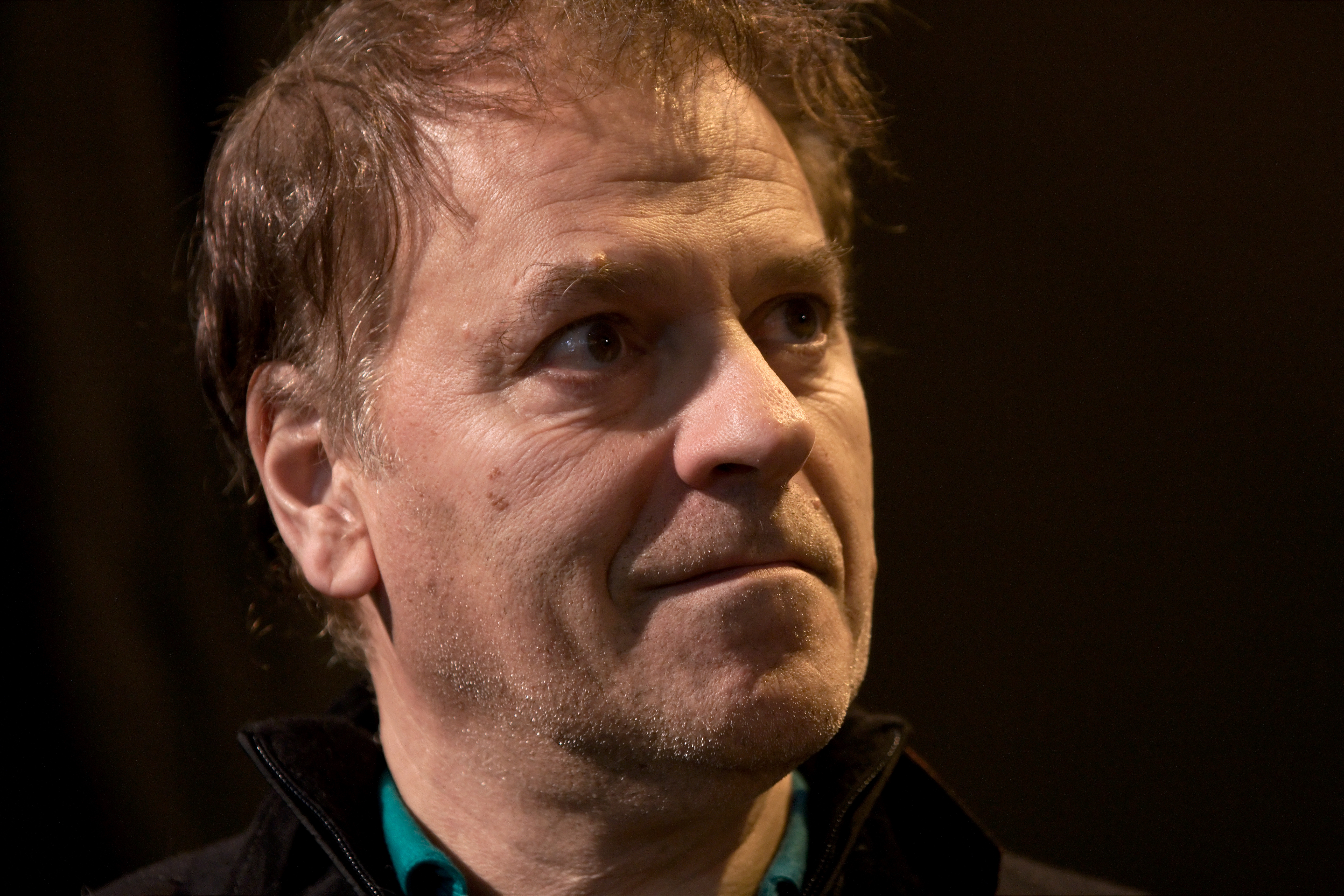
Enki Bilal, mottagare 1987 (foto: 2010).
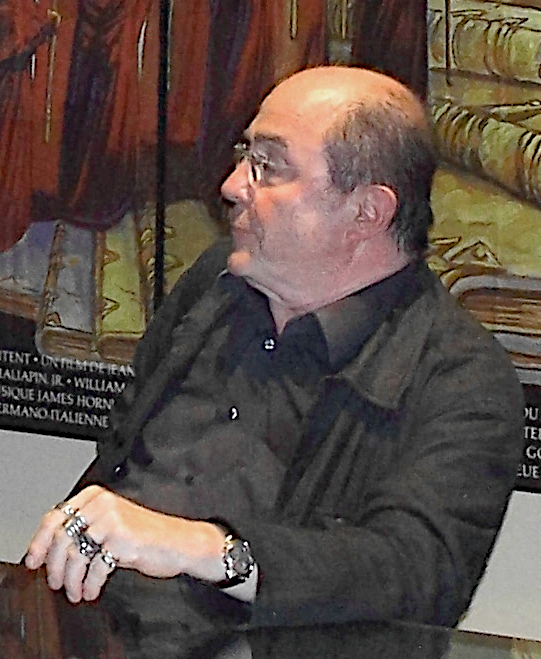
Philippe Druillet, mottagare 1988 (foto: 2007).
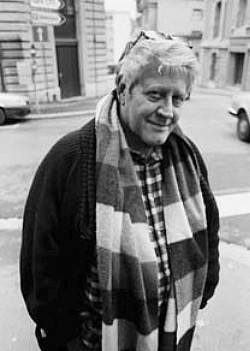
Hugo Pratt, mottagare 1988 (specialpris; foto: 1992).
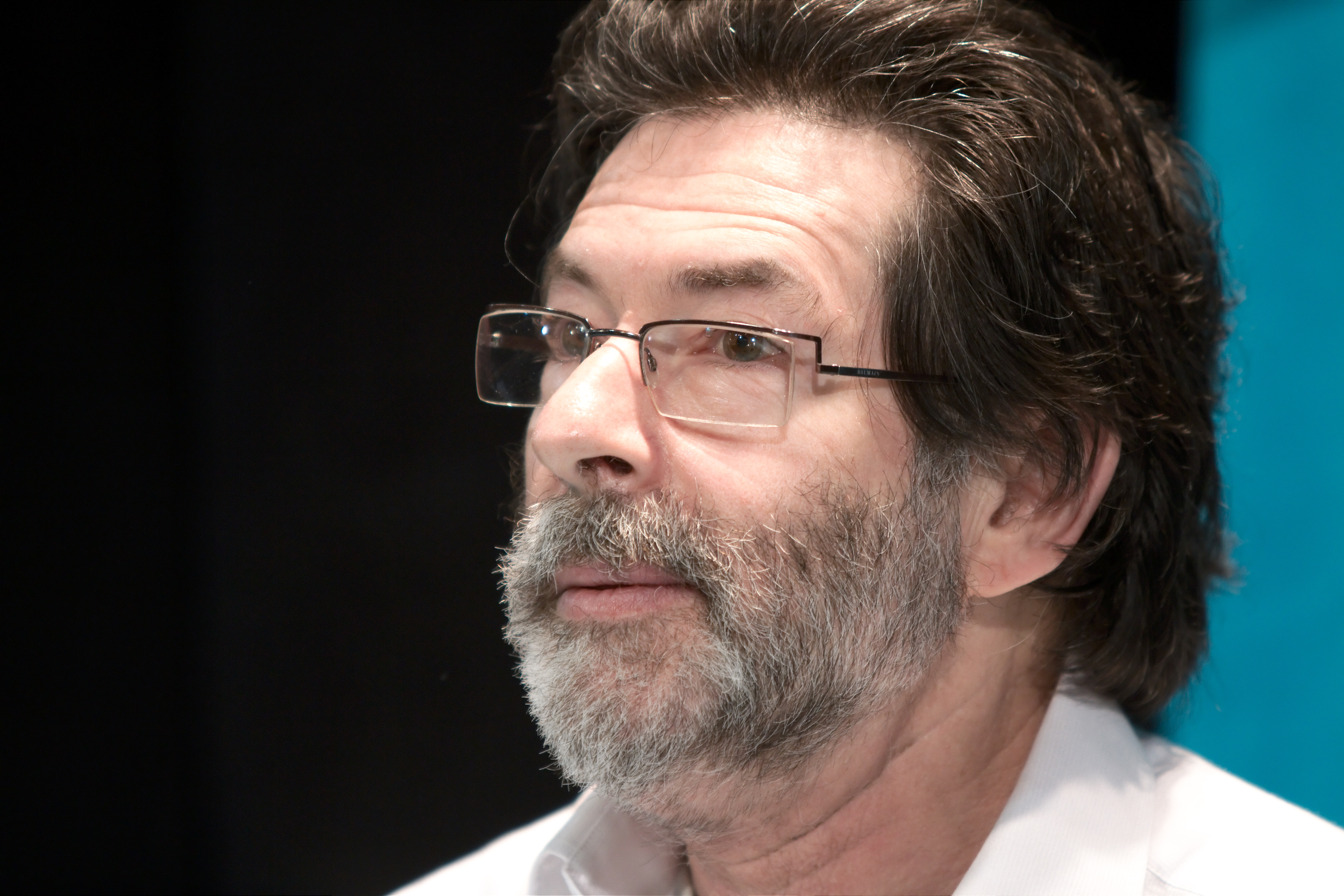
Max Cabanes, mottagare 1990 (foto: 2010).
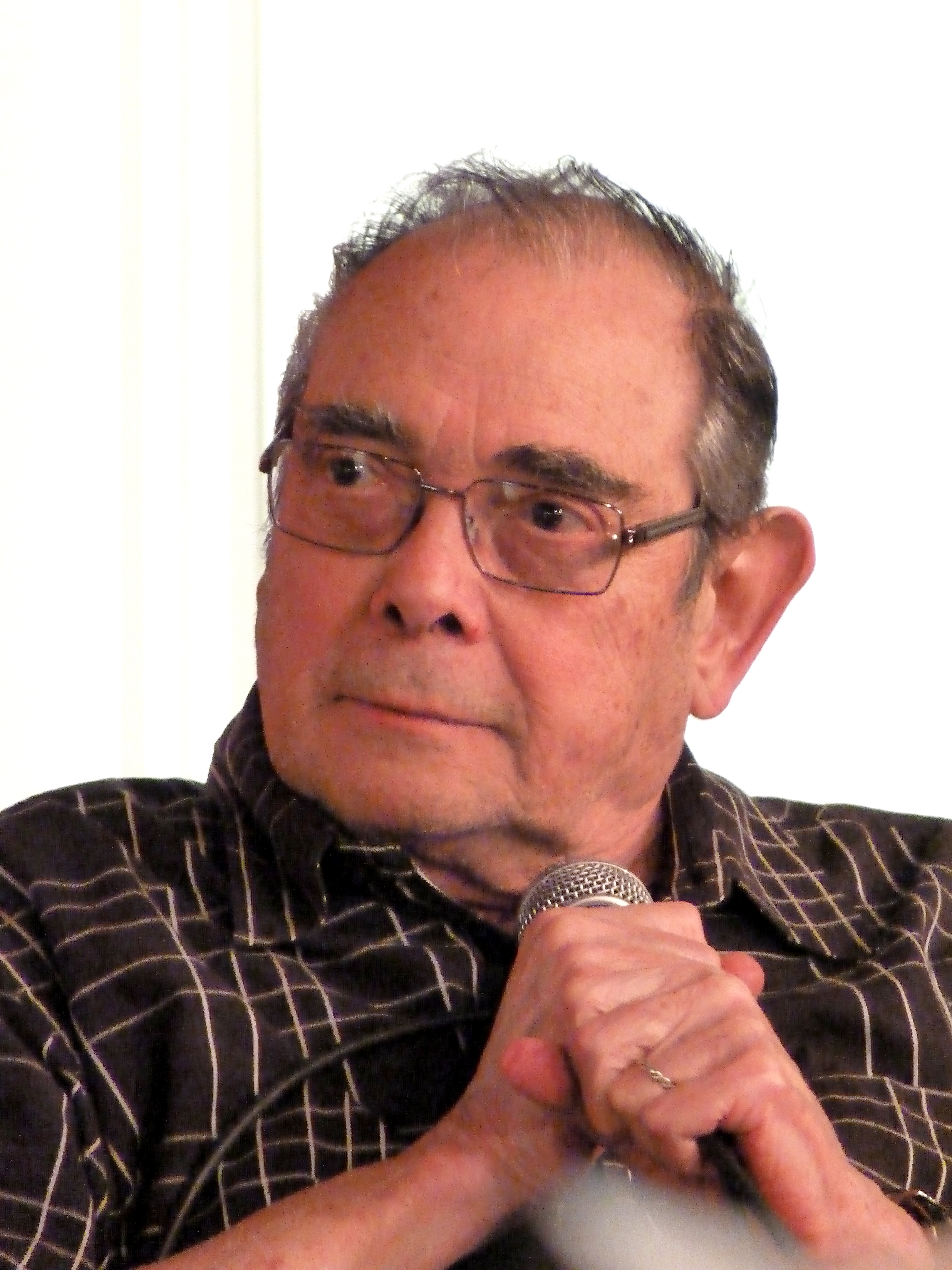
Marcel Gotlib, mottagare 1991 (foto: 2011).
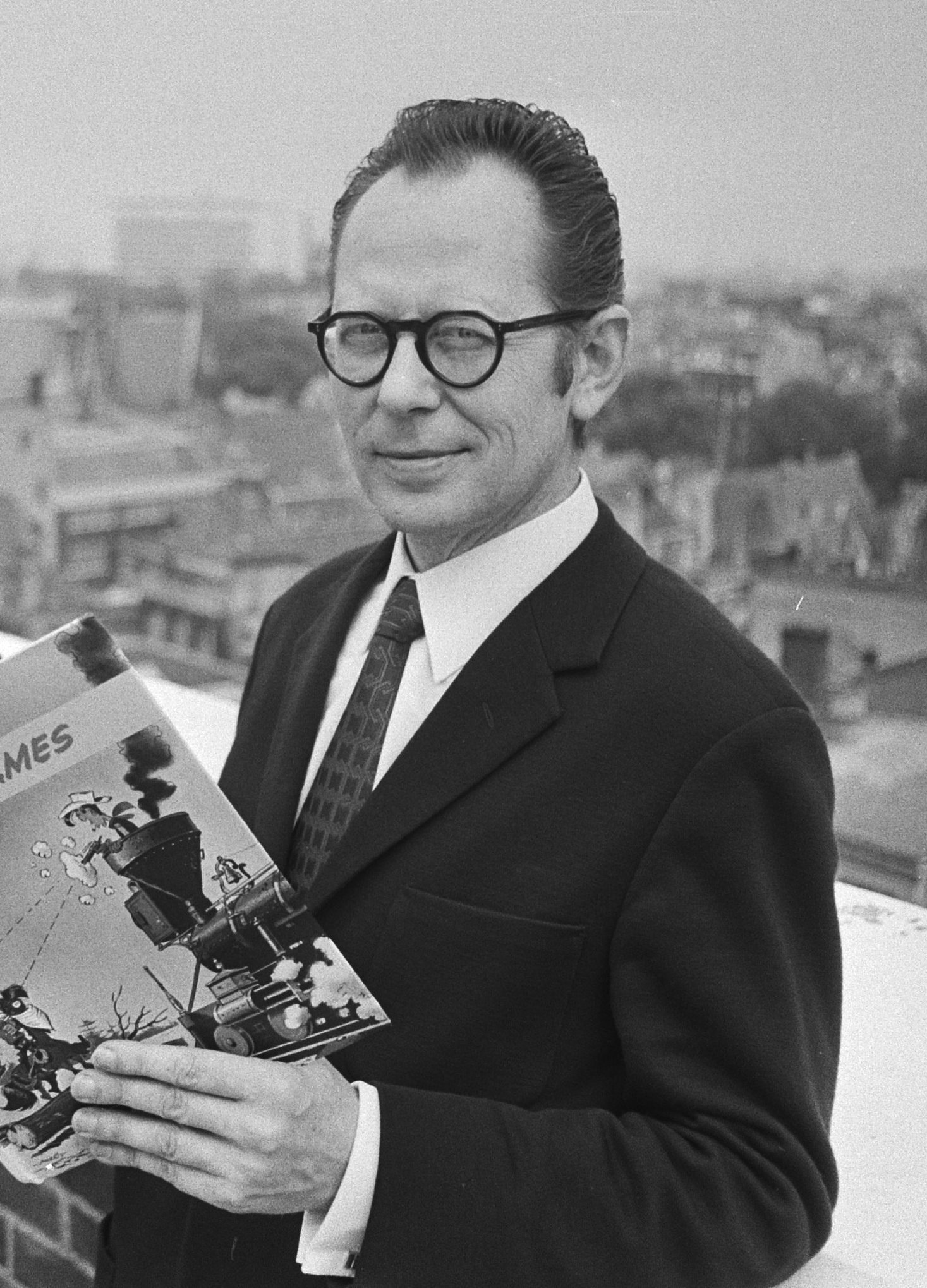
Morris, mottagare 1992 (specialpris; foto: 1971).
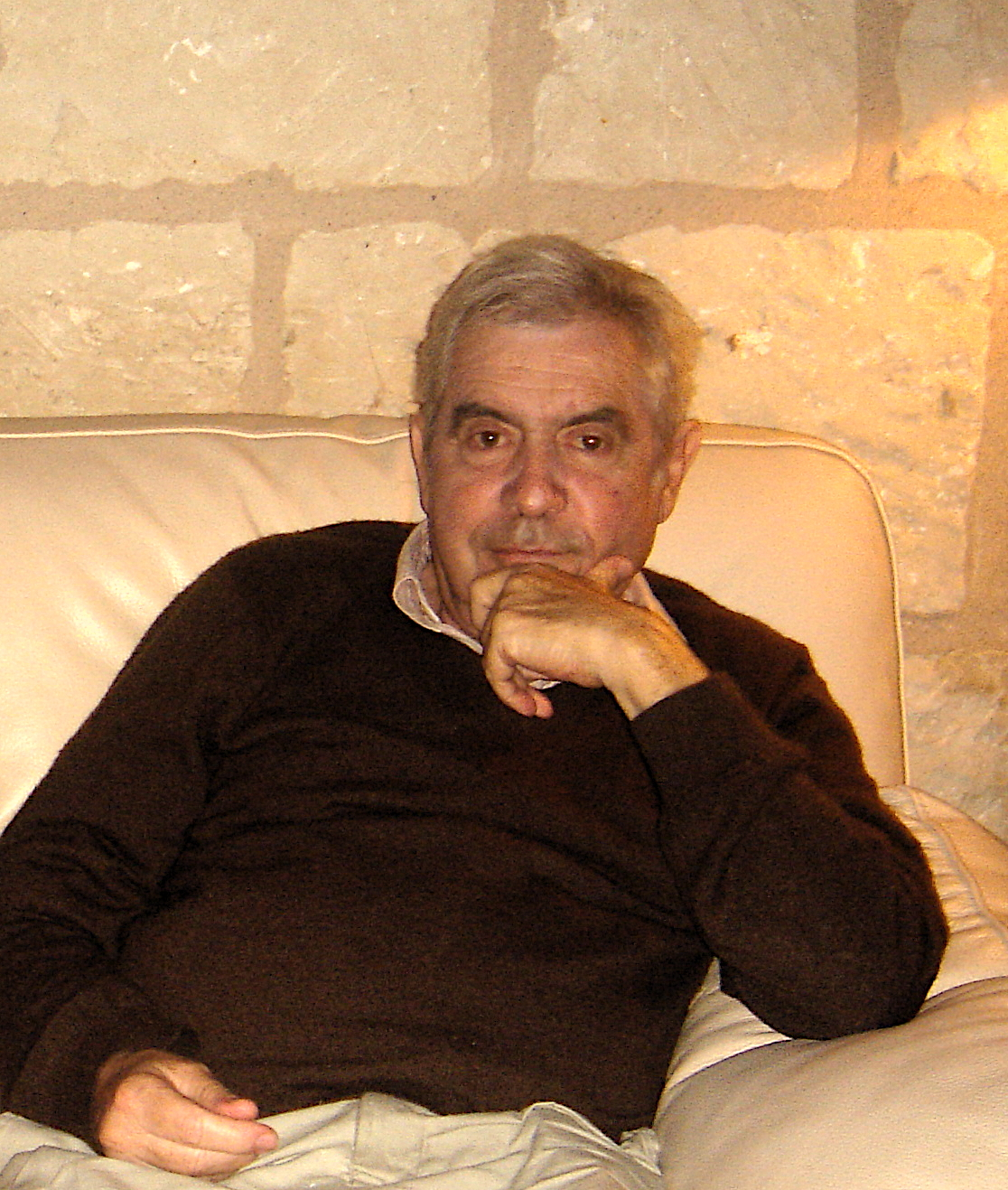
Gérard Lauzier, mottagare 1993 (foto: 2008).
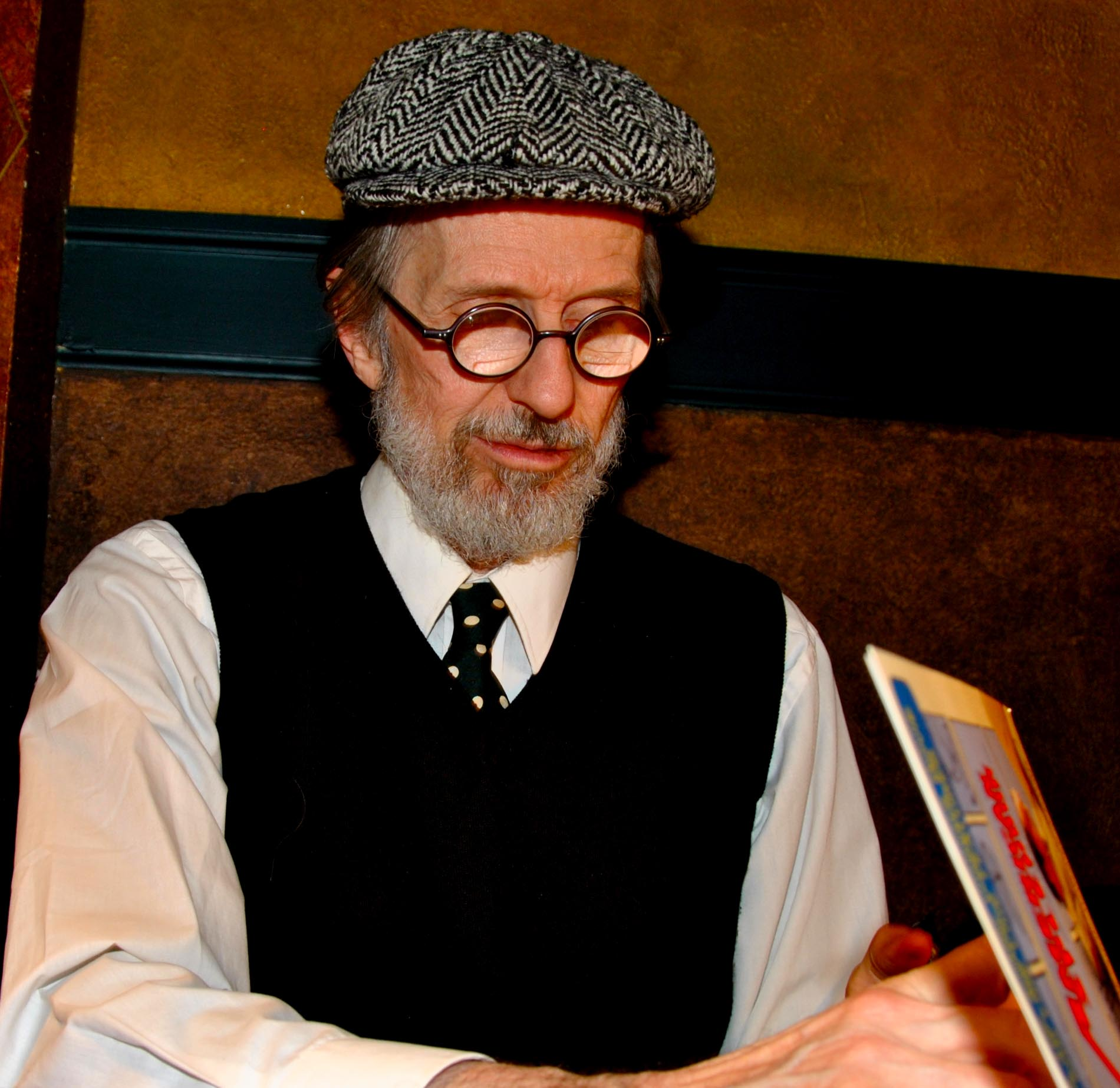
Robert Crumb, mottagare 1999 (foto: 2010).
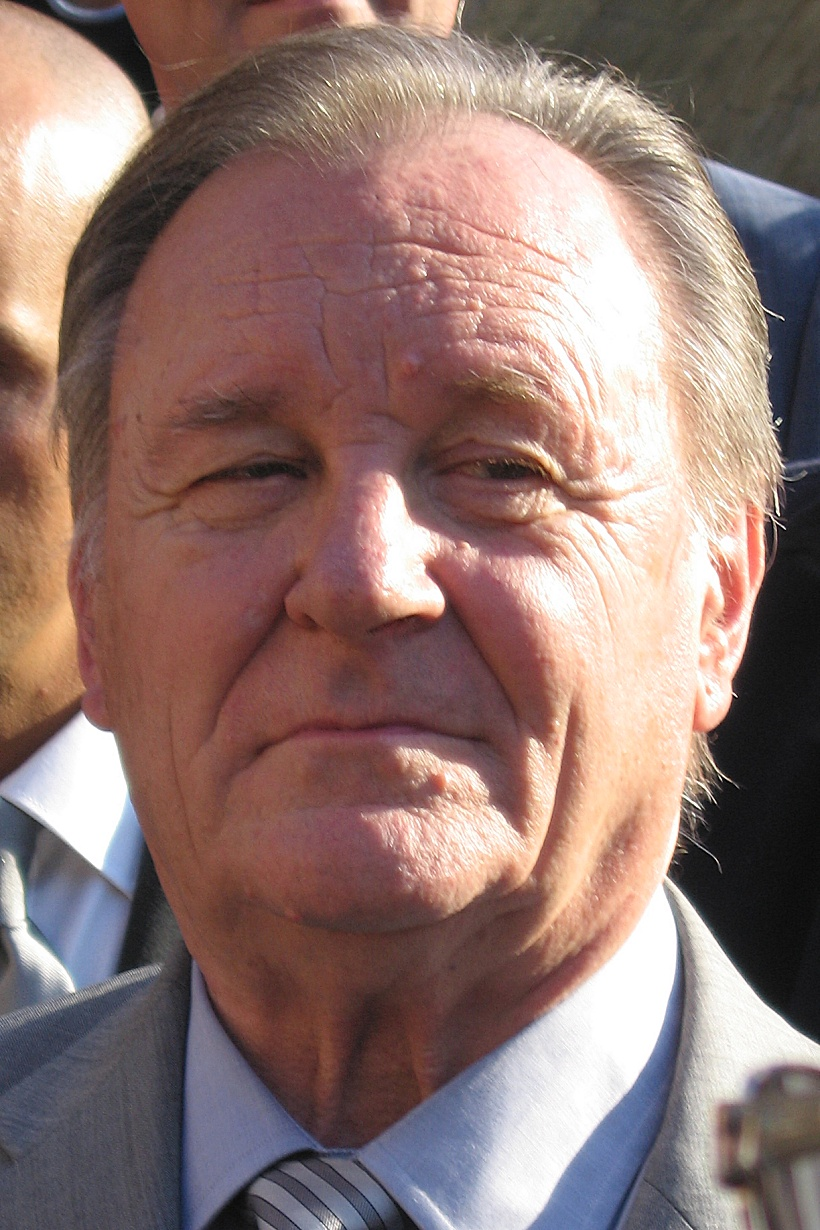
Albert Uderzo, mottagare 1999 (specialpris; foto: 2005).
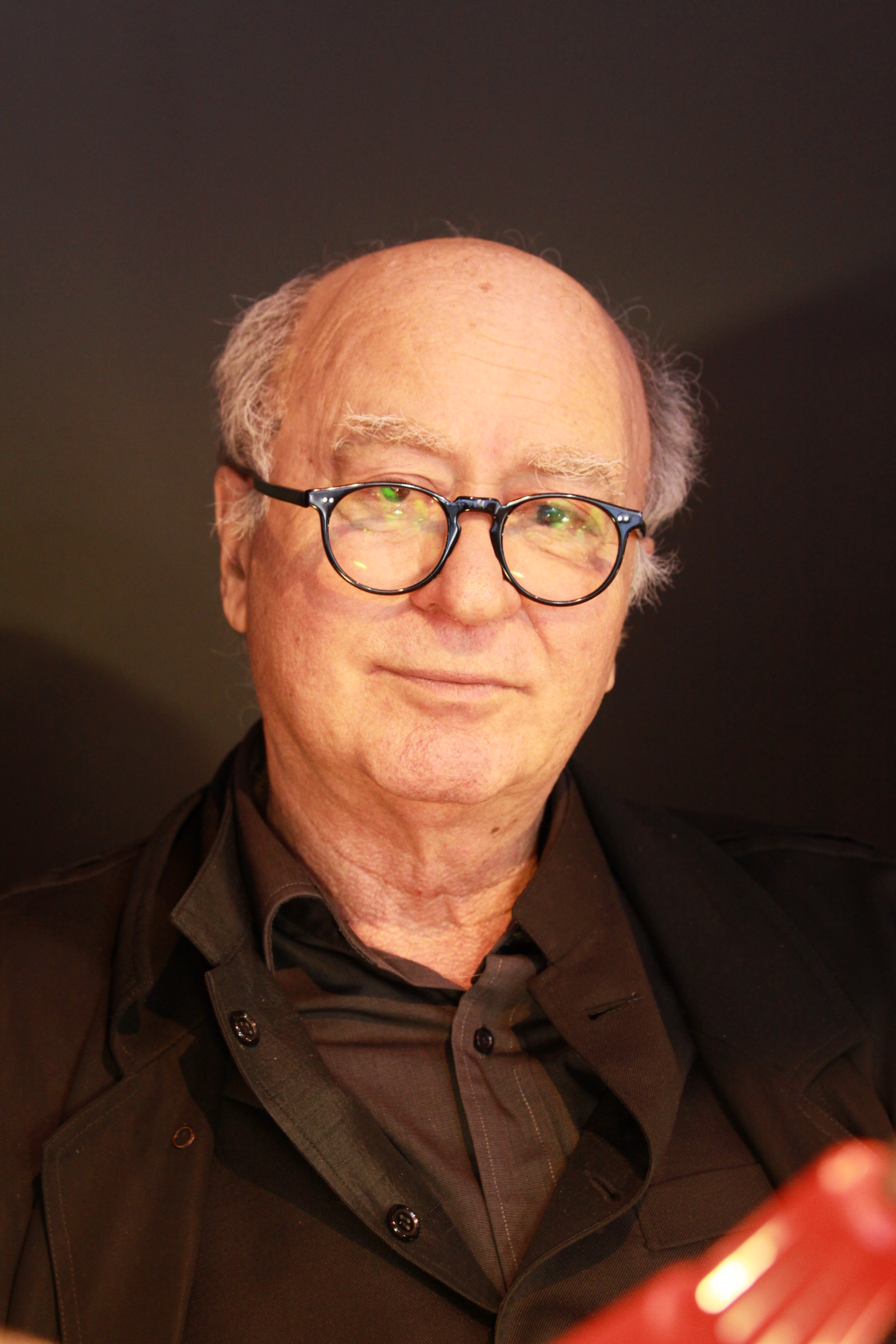
Georges Wolinski, mottagare 2005 (foto: 2011).
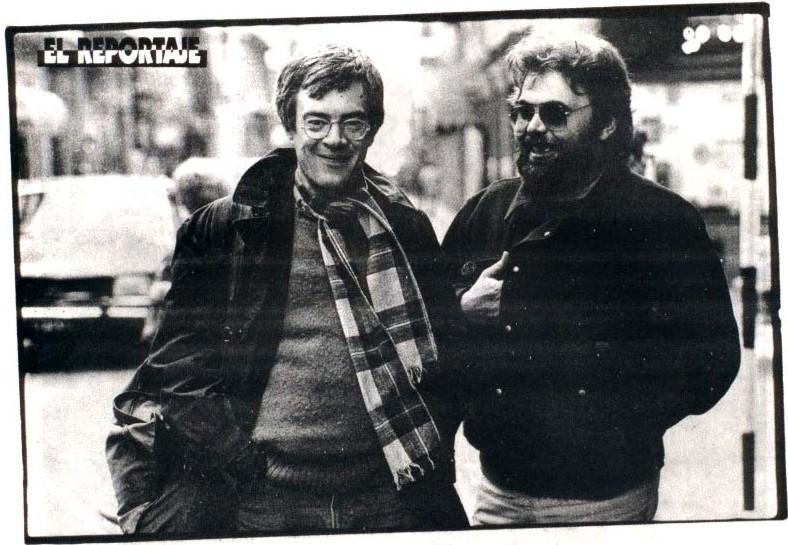
José Muñoz (t.v.), mottagare 2007 (foto: 1984).
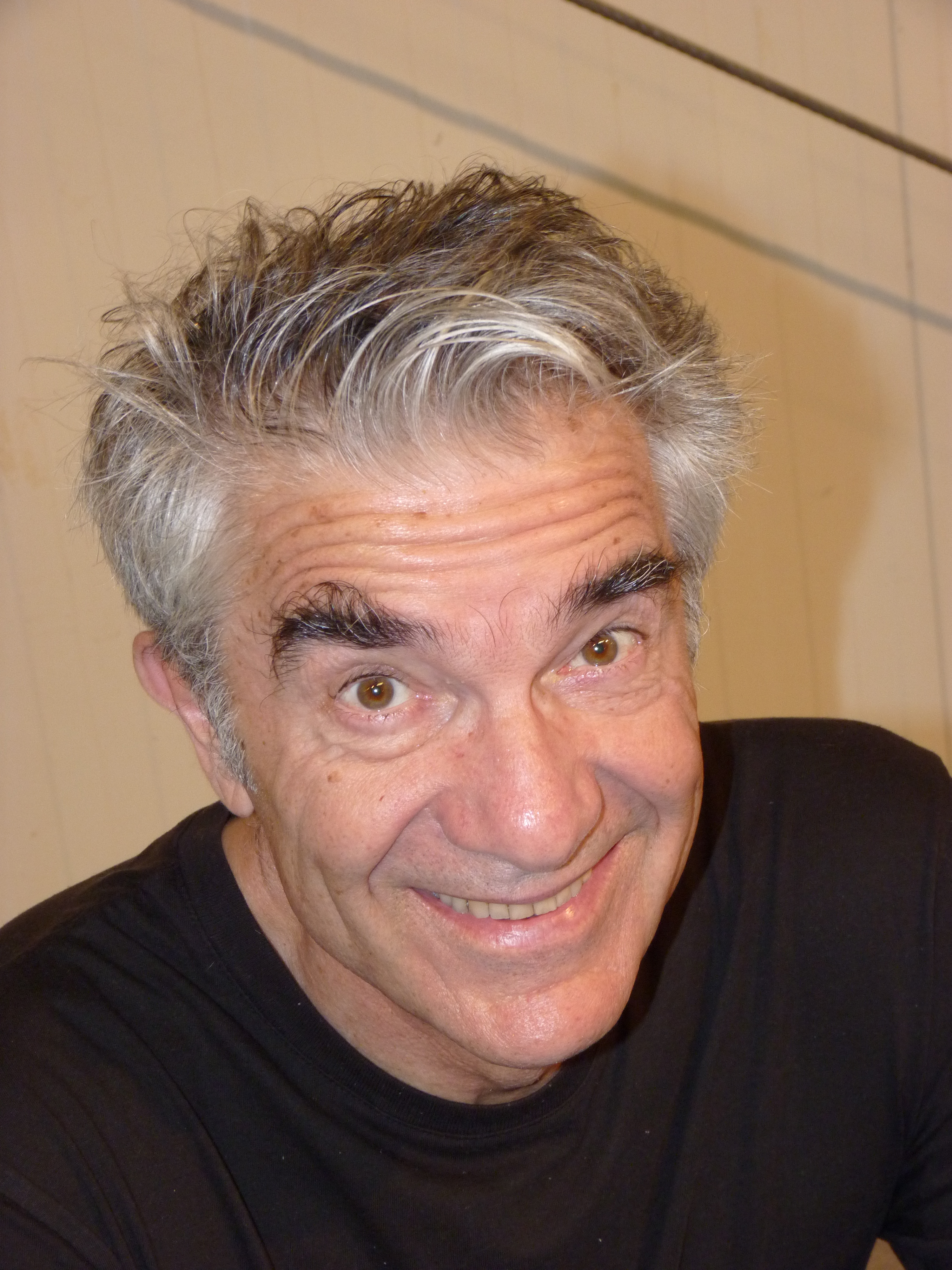
Baru, mottagare 2010 (foto: 2012).
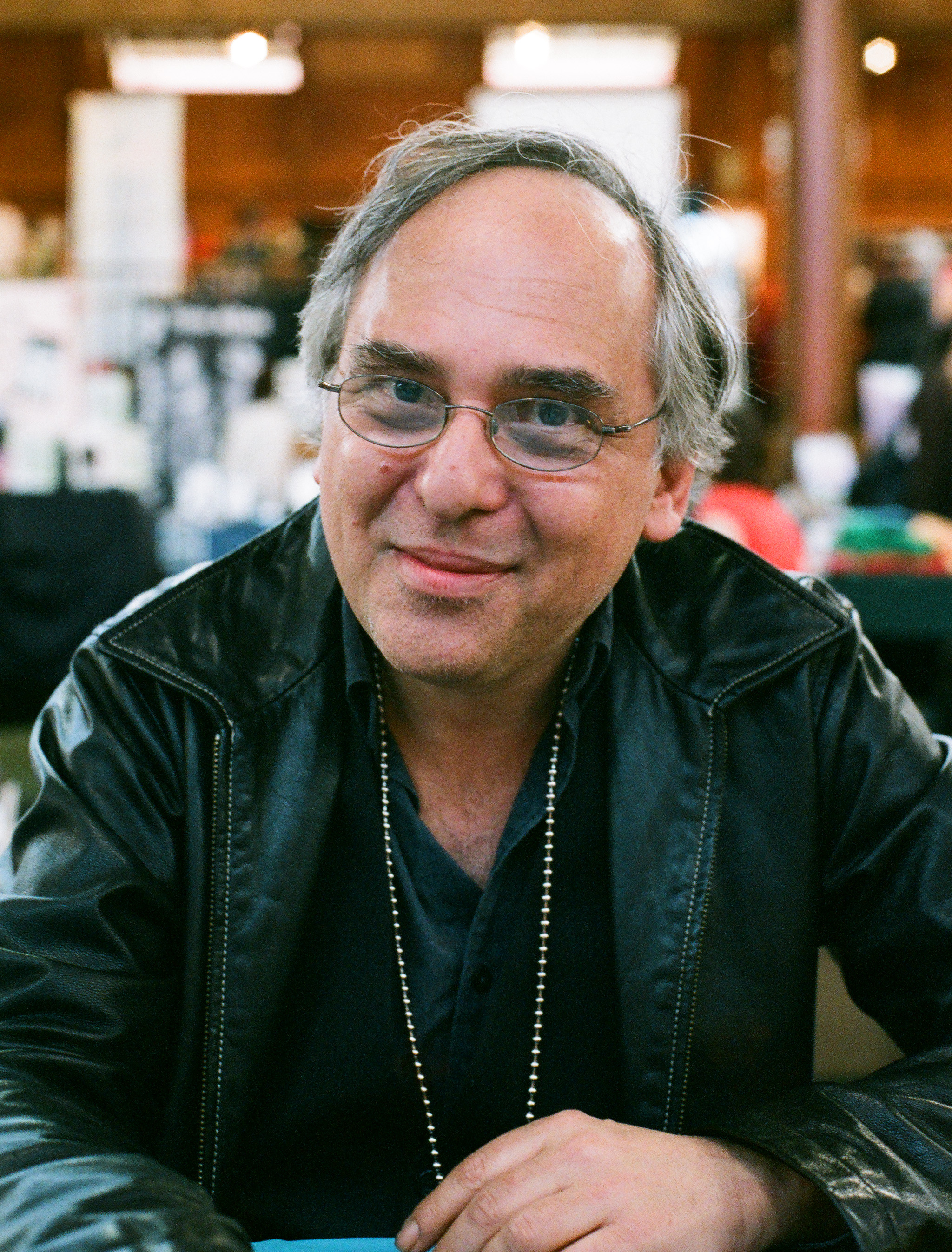
Art Spiegelman, mottagare 2011 (foto: 2007).

## Källhänvisningar
1. 1 2  "Tous les Prix du Festival". Bdangouleme.com. Läst 5 januari 2015. (franska)
2. 1 2  "L'histoire du festival". Arkiverad 21 april 2015 hämtat från the Wayback Machine. Bdangouleme.com. Läst 5 januari 2015. (franska)
3. ↑  "festival d'Angoulême". Larousse.fr. Läst 13 januari 2015. (franska)
4. ↑  Torlotin, Sophie (2014-01-30): "Le 41e Festival international d’Angoulême s’ouvre au monde". Rfi.fr. Läst 13 januari 2015. (engelska)
5. ↑  MacDonald, Heidi (2014-01-29): "Prize Controversy as Angouleme Comics Festival Opens". Publishersweekly.com. Läst 13 januari 2015. (engelska)
6. 1 2  "Willem Grand Prix d’Angoulême 2013, et Akira Toriyama prix". Bodoi.info, 2013-02-03. Läst 5 januari 2015. (franska)
7. ↑  Brethes, Romain (25 januari 2017). ”Cosey Grand Prix du Festival d'Angoulême 2017” (på franska). Le Point. https://www.lepoint.fr/pop-culture/cosey-grand-prix-du-festival-d-angouleme-2017--25-01-2017-2100086_2920.php. Läst 30 januari 2025.
8. ↑  Phalippou, Alexandre (24 januari 2018). ”Un Américain pilier du magazine "Heavy Metal" remporte le Grand prix du festival d'Angoulême” (på franska). Le Huffington Post. https://www.huffingtonpost.fr/2018/01/24/angouleme-2018-richard-corben-un-americain-pilier-du-magazine-heavy-metal-a-remporte-le-grand-prix-du-festival_a_23342511/. Läst 13 mars 2018.
9. ↑  Pineda, Rafael Antonio (24 januari 2019). ”Rumiko Takahashi Wins Angoulême Grand Prix 2019 Prize” (på engelska). Anime News Network. https://www.animenewsnetwork.com/news/2019-01-24/rumiko-takahashi-wins-angouleme-grand-prix-2019-prize/.142469. Läst 31 maj 2019.
10. ↑  ”Emmanuel Guibert, Grand Prix 2020” (på franska). www.bdangouleme.com. https://www.bdangouleme.com/grand-prix-2020. Läst 19 mars 2020.
11. ↑  AFP (23 juni 2021). ”US comics legend Chris Ware wins top Angouleme prize” (på brittisk engelska). Times of Malta. https://timesofmalta.com/article/us-comics-legend-chris-ware-wins-top-angouleme-prize.881519. Läst 30 januari 2025.
12. ↑  Morin, Stéphanie (16 mars 2022). ”Bande dessinée: Julie Doucet remporte le Grand prix d’Angoulême” (på kanadensisk franska). La Presse. https://www.lapresse.ca/arts/litterature/2022-03-16/bande-dessinee/julie-doucet-remporte-le-grand-prix-d-angouleme.php. Läst 30 januari 2025.
13. ↑  Anne Douhaire-Kerdoncuff (25 januari 2023). ”Riad Sattouf remporte le grand prix d'Angoulême de la bande dessinée 2023” (på franska). France Inter. https://www.radiofrance.fr/franceinter/bande-dessinee-riad-sattouf-grand-prix-d-angouleme-2023-1761517. Läst 30 januari 2025.
14. ↑  Gibson, Victoria (6 januari 2025). ”British illustrator is a star in the Franco-Belgian world of comics” (på brittisk engelska). www.connexionfrance.com. https://www.connexionfrance.com/magazine/british-illustrator-is-a-star-in-the-franco-belgian-world-of-comics/698148. Läst 30 januari 2025.
15. ↑  Adrien Le Gal (29 januari 2025). ”Angoulême International Comics Festival crowns Anouk Ricard, queen of the absurd” (på engelska). https://www.lemonde.fr/en/france/article/2025/01/29/angouleme-international-comics-festival-crowns-anouk-ricard-queen-of-the-absurd_6737568_7.html. Läst 30 januari 2025.